# Mytilina lobata
Mytilina lobata är en hjuldjursart som beskrevs av Pourriot 1996. Mytilina lobata ingår i släktet Mytilina och familjen Mytilinidae. Inga underarter finns listade i Catalogue of Life.